# Сакаїде

Сакаїде́ (яп. 坂出市, さかいでし, МФА: [saka.ide ɕi̥]?) — місто в Японії, в префектурі Каґава. Розташоване в північній частині префектури, на узбережжі Внутрішнього Японського моря.    Отримало статус міста 1942 року. Площа становить 92,46 км². Станом на 1 липня 2012 року населення складало 54 711  осіб, густота населення — 592 осіб/км².     

## Короткі відомості
Засноване 1 липня 1942 року шляхом злиття таких населених пунктів:
- містечка Сакаїде повіту Ая (阿野郡坂出町)
- села Хаяшіда (林田村)

Місту належить ряд прилеглих островів групи Шіваку.
Сакаїде виникло на основі прибережних сіл, які з середньовіччя займалися видобутком солі. До початку 20 століття міський район був одним з найбільших західнояпонських центрів солеваріння. З другої половини 20 століття система господарства Сакаїде була реструктуризована й місце солеварної промисловості заступили харчова, хімічна та суднобудівна.
З 1988 року місто сполучається з островом Хонсю за допомогою Великого моста Сето.